# Zeytinburnu Spor Kulübü
Il Zeytinburnu Spor Kulübü, meglio noto come Zeytinburnu, è una società calcistica turca con sede a Zeytinburnu quartiere della città di Istanbul.

## Partecipazioni a campionati professionistici
- Süper Lig: 1989-1991, 1993-1995, 1996-1997
- 1. Lig: 1987-1989, 1991-1993, 1995-1996, 1997-2000
- 2. Lig: 1984-1987, 2000-2002, 2006-2010
- 3. Lig: 2002-2006, 2010-2011
- BAL: 2011-2012
- İstanbul Süper Amatör Lig: 2012-2013
- İstanbul 1.Amatör Lig: 2013-

## Palmarès

### Competizioni nazionali
- TFF 3. Lig: 1

1986-1987